# Moni Elonas Kai Charadra Leonidiou - Spilaio Mana Kai Galazia Limni
Moni Elonas Kai Charadra Leonidiou - Spilaio Mana Kai Galazia Limni este o arie protejată (arie specială de conservare — SAC, sit de importanță comunitară — SCI) din Grecia întinsă pe o suprafață de 8.380,58 ha, integral pe uscat.

## Localizare
Centrul sitului Moni Elonas Kai Charadra Leonidiou - Spilaio Mana Kai Galazia Limni este situat la coordonatele 37°09′03″N 22°48′59″E / 37.150809°N 22.816281°E.

## Înființare
Situl Moni Elonas Kai Charadra Leonidiou - Spilaio Mana Kai Galazia Limni a fost declarat sit de importanță comunitară în aprilie 1997 pentru a proteja 4 specii de animale. Situl a fost protejat și ca arie specială de conservare în martie 2011.

## Biodiversitate
Situată în ecoregiunea mediteraneană, aria protejată conține 7 habitate naturale: Pante stâncoase calcaroase cu vegetație casmofită, Păduri de Castanea sativa, Păduri de Platanus orientalis și Liquidambar orientalis (Platanion orientalis), Galerii și tufărișuri riverane sudice (Nerio-Tamaricetea și Securinegion tinctoriae), Păduri de Olea și Ceratonia, Păduri de Quercus ilex și Quercus rotundifolia, Păduri endemice cu Juniperus spp..
La baza desemnării sitului se află mai multe specii protejate de  reptile (4): șarpele cu patru dungi (Elaphe quatuorlineata), țestoasă bănățeană (Testudo hermanni), Testudo marginata, elaphe situla (Zamenis situla)
Pe lângă speciile protejate, pe teritoriul sitului au mai fost identificate 20 de specii de plante, 2 specii de amfibieni, 5 specii de mamifere, 20 de specii de nevertebrate, 8 specii de reptile.